# Abdou Benziane
Abdou Benziane, né le 12 août 1944 à Barika, en Algérie et décédé le 31 décembre 2011 à la suite d'un malaise cardiaque, est journaliste et ancien directeur de l'ENTV.

## Biographie
- Diplômé de l'Université d'Alger (Sciences de l'information et de la communication)
- Rédacteur en chef adjoint à la revue El-Djeich (1967-1977).
- Fondateur de la revue de cinéma Les Deux Écrans dans les années (1977-1985).
- Rédacteur en chef de l’hebdomadaire Révolution africaine (culture, médias et société, 1985-1989).
- Directeur général de la télévision algérienne (1990-1991 et 1993-1994) dont il a démissionné en 1994.
- Chroniqueur au journal  La Tribune et Le Quotidien d’Oran; sous la plume de Abdou.B.